# ميكولا خفيلوفي
ميكولا خفيلوفي (بالأوكرانية: Микола Хвильовий)‏ (13 ديسمبر 1893 — 13 مايو 1933)، كاتب وروائي أوكراني، ويعدّ من كتاب وشعراء بدايات الحقبة السوفيتية (1920 - 1930) وما يعرف في أوكرانيا اليوم بالنهضة التي أعدمت.

## حياته
اسمه الأصلي ميكولا فيتيلوف. ولد في تروستيانتس بمحافظة خاركوف، لأب عامل روسي وأم أوكرانية مدرّسة. تخرج في عام 1916 من ثانوية بوهودوخيف. وانضمّ في عام 1919 إلى الحزب الشيوعي الأوكراني وأصبح في نفس العام مسؤولا محليا في منظمة تشيكا الأمنية الشيوعية في بوهودوخيف. في عام 1921 انتقل إلى خاركيف وعمل كتاب من محيط الكاتب فاسيل بلاكيتني وصحيفة «فيتسي فوتسك» الناطقة باسم لجنة الحزب الشيوعي الأوكراني المركزية، ووقع مع الكتاب فولوديمير سوسيورا ومايك يوهانسن البيان الأدبي «رسالة مفتوحة إلى العمال والفنانين البروليتاريين الأوكرانيين» الذي نشره أيضا في مجموعته الشعرية «زوفتيم»، وفي نفس العام نشر قصيدته «في عصر الكهرباء» ومجموعته الشعرية «الشباب».
بدأ في عام 1922 التركيز على كتابة النثر، ونشر أولى مجموعاته النثرية باسم «دراسات زرقاء» عام 1923، و«خريف» في العام 1924 والتي حصلت على ترحيب من النقاد، وتنعكس تجربته في العمل ضابطا في التشيكا في روايته «أنا [رومانسي]» التي صدرت عام 1924، والتي فيها يحكم البطل (وهو رئيس التشيكا المحلي) على والدته بالإعدام باسم قيم الثورة.
انضم لفترة وجيزة إلى المنظمة الأدبية «هارت» (تصلّب)، ولكنه تحول إلى نافد لها وأصبح قائدًا رئيسا لمنظمة فابليت للكتّاب «البروليتاريين» الأوكرانيين. في أبريل 1933، ألقت الشرطة السرية القبض على ميخايلو يالوفي، رئيس فابليت السابق وصديق خفيلوفي المقرّب، ومات في السجن.
بسبب قمع ستالين ضد أصدقائه في الحركة الشيوعية الأوكرانية التوجه، انتحر خفيلوفي يوم 13 مايو 1933 في شقته في خاركيف أمام أصدقائه. كتب خفيلوفي في رسالة: «إن القبض على يالوفي قتل جيل بأكمله. لماذا؟ لأننا كنا أشدّ الشيوعيين إخلاصا؟ لا أقدر على الفهم. إن المسؤولية عن أفعال جيل يالوفي تقع على عاتقي انا، خفيلوفي. هذا اليوم يوم مشمس جميل. أنا أحب الحياة، ولا يمكنك أن تتخيل إلى أي حد. اليوم هو الثالث عشر. هل تذكر كم كنت أحب هذا الرقم؟ هذا مؤلم بشكل رهيب. تحيا الشيوعية! عاش البناء الاشتراكي! عاش الحزب الشيوعي!»
بعد وفاته حُظرت أعماله في الاتحاد السوفيتي، وبسبب قوته الرمزية ظل معظمها محظورا حتى أواخر عهد الاتحاد السوفيتي، أو حتى انتهائه.

## أعماله
كتب خفيلوفي الشعر والقصص القصيرة. اشتهرت قصصه القصيرة بأشكالها السردية الصعبة وصورها المعقدة.
بقيت رواية له بعنوان «نقار الخشب» غير مكتملة وغير منشورة عند وفاته. نشر الجزء الأول منها في فابليت عام 1927، وصودر الثاني.
كتب عددًا من المنشورات تعرض وجهات نظره حول العلاقة بين السياسة والفن، ودعا إلى التوجه نحو الاتتيارات الثقافية في أوروبا الغربية من أجل تخفيف اعتماد أوكرانيا على الأنماط الأدبية والإبداعية الروسية. أثارت منشوراته جدلًا وانقساما بين ممثلي المشهد الأدبي الأوكراني الناشئ وخلقت توترات مع السلطات. في سلسلة كتاباته الثانية، «أفكار ضد التيار» التي ظهرت في مجلة كولتورا ي بوبوت عام 1925 وفي كتيب مستقل عام 1926، طور خفيلوفي حجته ضد ما وصفه بـ«ثقافة عبادة الصور الأدبية»، ورأى أن تبني التوجهات النفسية - الفكرية الأوروبية الغربية سيمكن للأوكرانيين من التطور المستقل.
إذا تركنا الشعر جانباً، والذي سرعان ما تحول الكاتب منه إلى النثر، فمن الممكن تقسيم أعمال خفيلوفي إلى ثلاث مراحل:
1921-1924: مرحلة التجربة والبحث، وفيها ظهرت المحاولات الساخرة الرومانسية والغنائية اليومية، والقصص «حياة»، «قطة ترتدي الجزمة»، «على الطريق الأطرش»، «مساعد المدير»، خريف الاوراق الزرقاء«، الخنزير»، «أرابيسك»، والقصة القصيرة «أنا».
1925-1930: فترة النضج الإبداعي وبيان الأسلوب، والفهم النظري للفن، والتركيز الواضح على الحبكة. في هذه المرحلة ظهرت القصص الساخرة «إيفان إيفانوفيتش» و «الممتحِن»، والرواية الاجتماعية والنفسية «من السيرة المتغيرة»، ورواية «الأم»، ورواية «قصة منطقة المصحة». وقصة «نقار الخشب» غير المكتملة. كذلك ظهرت كتيباته الجدلية «كامو رايدش؟»، و«أوكرانيا أم روسيا الصغيرة؟»، وغيرها.
1931-1933: مرحلة «الصبر البطولي»، بمعنى فترة الهزائم والتراجع والمحاولات الأخيرة لإيجاد مكان في التيار السائد الجديد، ويرى بعض النقاد أن خفيلوفي لم يعد كاتبا حين تخلى عن آرائه في رسائل «النقد الذاتي» التي كتبها، حيث حاول إعادة تأهيل نفسه في نظر قيادة الحزب ونأى بنفسه عن «الخفيلوفية»، وفي النهاية قاده اليأس إلى الانتحار. تشمل المرحلة الأخيرة من عمله «قصص الصيد» (كان خفيلوفي صيادًا شغوفًا)، و«من المختبر»، و«عمال مناجم المستقبل» وغيرها.

### ترجمات إلى العربية
نشرت قصتا "نفسي الرومانسية" و"الوالدة" في كتاب "أنطولوجيا القصّة القصيرة الأوكرانية (أواخر القرن التاسع عشر – أوائل القرن العشرين)"، الذي صدر في عام 2021 عن النادي الأدبي بالرياض وسفارة أوكرانيا في المملكة العربية السعودية.

## روابط خارجية
- ترجمة إلى الإنكليزية من قصة "أنا [رومانسي] على موقع ويكي مصدر
- خفيلوفي ميكولا على موقع الموسوعة الأوكرانية (بالإنكليزية)
- خفيلوفي ميكولا على موقع شجرة الذاكرة الأوكراني (بالإنكليزية)

1. ↑  "إصدار أنطولوجيا القصّة القصيرة الأوكرانية". سفارة أوكرانيا في المملكة العربية السعودية. 9 يونيو 2021. مؤرشف من الأصل في 2022-04-18. اطلع عليه بتاريخ 2024-04-11.